# Channes
Channes település Franciaországban, Aube megyében. Lakosainak száma 116 fő (2022. január 1.). Channes Bragelogne-Beauvoir, Vertault és Arthonnay községekkel határos.

## Népesség
A település népessége az elmúlt években az alábbi módon változott:
| Lakosok száma | 180  | 166  | 148  | 130  | 116  | 117  | 123  | 129  | 133  | 116  |
|               | 1968 | 1982 | 1990 | 2006 | 2013 | 2015 | 2017 | 2019 | 2020 | 2022 |